# Royal Albert Hall London May 2-3-5-6 2005
Royal Albert Hall, London May 2–3–5–6, 2005 es el resultado de la grabación de los conciertos de principios de mayo, en el Royal Albert Hall, de la banda Cream.
Cinco meses después de las actuaciones, se editaron una versión en formato Cd, y otra en formato DVD, ambos dobles. En diciembre se puso a la venta una edición especial de 3 discos de vinilo.
El álbum debutó en la lista Billboard 200 el 22 de octubre de 2005 en el número 59, y permaneció 4 semanas en lista. RIAA lo certificó Platino en 5 ocasiones, convirtiéndose así, en el álbum más vendido de Cream hasta la fecha.

## Lista de canciones

### Disco 1
1. "I'm So Glad" (Skip James) - 6:18
2. "Spoonful" (Willie Dixon) - 7:28
3. "Outside Woman Blues" (Blind Joe Reynolds) - 4:33
4. "Pressed Rat and Warthog" (Ginger Baker, Mike Taylor) - 3:21
5. "Sleepy Time Time" (Jack Bruce, Janet Godfrey) - 6:07
6. "N.S.U." (Bruce) - 6:02
7. "Badge" (Eric Clapton, George Harrison) - 3:58
8. "Politician" (Bruce, Pete Brown) - 5:08
9. "Sweet Wine" (Baker, Godfrey) - 6:28
10. "Rollin' and Tumblin'" (Muddy Waters) - 5:02
11. "Stormy Monday" (T-Bone Walker) - 8:09
12. "Deserted Cities of the Heart" (Bruce, Brown) - 3:56

### Disco 2
1. "Born Under a Bad Sign (Booker T. Jones, William Bell) - 5:31
2. "We're Going Wrong" (Bruce) - 8:26
3. "Crossroads" (Robert Johnson) - 4:25
4. "White Room" (Bruce, Brown) - 5:38
5. "Toad" (Baker) - 10:06
6. "Sunshine of Your Love" (Bruce, Clapton, Brown) - 8:46
7. "Sleepy Time Time" (Versión alternativa) (Bruce, Godfrey) - 6:06

## Músicos
- Jack Bruce - voces, bajo
- Eric Clapton - guitarra, voces
- Ginger Baker - batería, voces